# エトマロサ・フィンブリアタ
エトマロサ・フィンブリアタ（学名: Ethmalosa fimbriata）は、ニシン目の魚。

## 形態
最大で体長約45センチメートル、体重1キログラムに達する。体型はニシンよりも縦長で扁平である。

## 分布
大西洋の西アフリカ沿岸に分布。西サハラからアンゴラまでの沿岸汽水域に生息し、西アフリカにおける重要な水産資源になっている。季節的な回遊性が大きい。

## 方名
英語: Bonga shad（ボンガ・シャッド）, フランス語: Ethmalose（エトマローズ）, ウォロフ語（セネガル）: kobo（コボ）, セレール語（セネガル）: sal（サル）など。ガンビア、ギニアビサウ、ギニアなどの西アフリカ内陸部では、広域的に Bonga（ボンガ）と呼ばれている。

## 利用

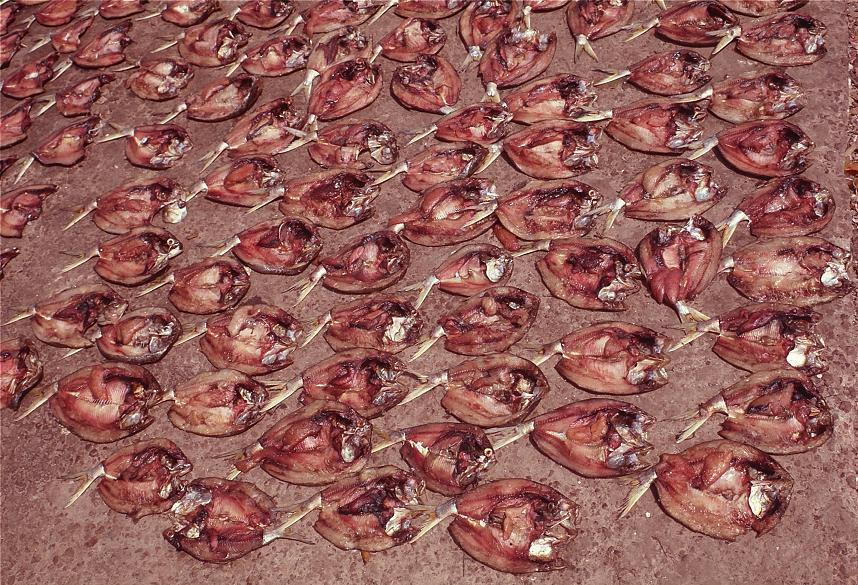
エトマロサ・フィンブリアタのひらき（ギニアビサウ）

セネガル、ガンビア、ギニアビサウ、ギニアなどの西アフリカ沿岸諸国では、水揚げ量の多い魚のひとつであり、ボラやティラピアと並んで、これらの地方のタンパク資源としてきわめて重要な役割を果たしている。
おもに大型の巻（旋）き刺し網を用いて捕獲される。河口域では投網も用いられている。水揚げされた魚は鮮魚として流通するほか、干物や燻製に加工され、ブルキナファソなどの内陸国へも広く流通している。